# Saša Čađo
Saša Čađo (serb. Саша Чађо; ur. 13 czerwca 1989 w Sarajewie) – serbska koszykarka, występująca na pozycjach rzucającej ub niskiej skrzydłowej, reprezentantka kraju, dwukrotna mistrzyni Europy, brązowa medalistka olimpijska, obecnie zawodniczka BC Polkowice. 
Występowała w tureckim klubie İstanbul Üniversitesi SK. 27 sierpnia 2021 dołączyła do BC Polkowice.

## Kariera międzynarodowa
Grała w reprezentacji Serbii w koszykówce kobiet na mistrzostwach Europy w 2015 (ang. EuroBasket Women 2015) w Budapeszcie, gdzie zdobyła złoty medal i zakwalifikowała się na igrzyska olimpijskie w 2016, pierwsze w historii dla serbskiej drużyny.

## Osiągnięcia
Stan na 16 kwietnia 2023, na podstawie, o ile nie zaznaczono inaczej.

### Drużynowe
- Mistrzyni:
  - Ligi Adriatyckiej (2013)
  - Polski (2022)[4]
  - Serbii (2013)
  - Bośni i Hercegowiny (2008, 2009)
- Wicemistrzyni:
  - Polski (2023)[5]
  - Serbii (2020–2012)
- Zdobywczyni:
  - pucharu:
    - Serbii (2010, 2012, 2013)
    - Polski (2022)[6]

  - Superpucharu Polski (2021, 2022)[7][8]
- Finalistka pucharu:
  - Serbii (2011)
  - Bośni i Hercegowiny (2008, 2009)

### Indywidualne
- Zwyciężczyni konkursu rzutów za 3 punkty EBLK (2022)[9]
- Zaliczona do I składu kolejki EBLK (10 – 2021/2022)[10]

### Reprezentacja
Seniorska
- Mistrzyni Europy (2015, 2021)
- Brązowa medalistka:
  - olimpijska (2016)[11][12]
  - mistrzostw Europy (2019)
- Uczestniczka:
  - mistrzostw:
    - świata (2014 – 8. miejsce)
    - Europy (2013 – 4. miejsce, 2015, 2017 – 11. miejsce, 2019, 2021)

  - igrzysk olimpijskich (2016, 2020 – 4. miejsce)[11][12]
  - kwalifikacji do Eurobasketu (2017)

Młodzieżowe
- Uczestniczka mistrzostw Europy dywizji B:
  - U–18 (2006 – 6. miejsce, 2007)
  - U–16 (2005 – 13. miejsce)

### Ordery
- Medal Zasługi dla Narodu(inne języki) (serb. Медаља заслуга за народ)[13]